# Tỉnh của Hàn Quốc
Đạo (Hangeul: 도; Hanja: 道) là một đơn vị hành chính cao nhất của Đại Hàn Dân Quốc, tương đương với cấp tỉnh tại Việt Nam và Trung Quốc. Thực tế thì Hàn Quốc không có tỉnh, cả nước được phân chia thành 06 Đạo gồm: Đạo Chungcheong Bắc, đạo Chungcheong Nam, đạo Gyeonggi, Đạo Gyeongsang Bắc, đạo Gyeongsang Nam và đạo Jeolla Nam. Ngoài đạo, thì Hàn Quốc còn được chia thành các Quảng vực thị và Đặc biệt thị.

## Lịch sử
Mặc dù các chi tiết của chính quyền địa phương đã thay đổi đáng kể theo thời gian, phác thảo cơ bản hệ thống 3 tầng hiện nay được triển khai dưới triều đại của Gojong vào năm 1895. Một hệ thống tương tự vẫn còn được sử dụng ở Triều Tiên.

## Phân loại
Đạo ở Hàn Quốc gồm có hai loại: Đạo (thông thường) và Đặc biệt tự trị đạo (특별자치도/ 特別自治道).
- Đạo (thông thường) (도, 道) là một cấp đơn vị hành chính cao nhất ở Hàn Quốc.
- Đặc biệt tự trị đạo (특별자치도, 特別自治道) là một đạo có quyền tự chủ nhiều hơn đối với nền kinh tế và nhiều quyền hạn được trao chính quyền địa phương. Ví dụ: Jeju là một Đặc biệt tự trị đạo.

## Quản trị
Thị trưởng của mỗi đạo được bầu cử bốn năm một lần.

## Danh sách các đạo
| Tên                                   | Phiên âm quốc tế  | Hangul   | Hanja    | ISO   | Dân số (2011) | Vùng (km²) | Mật độ (/km²) | Thủ phủ   | Tên lịch sử | Vùng     | Viết tắt  | Viết tắt | Viết tắt |
| ------------------------------------- | ----------------- | -------- | -------- | ----- | ------------- | ---------- | ------------- | --------- | ----------- | -------- | --------- | -------- | -------- |
| Chungcheong Bắc (Trung Thanh Bắc Đạo) | Chungcheongbuk-do | 충청북도 | 忠清北道 | KR-43 | 1,632,088     | 7,433      | 219.6         | Cheongju  | Chungcheong | Hoseo    | Chungbuk  | 충북     | 忠北     |
| Chungcheong Nam (Trung Thanh Nam Đạo) | Chungcheongnam-do | 충청남도 | 忠清南道 | KR-44 | 2,176,636     | 8,204      | 265.3         | Hongseong | Chungcheong | Hoseo    | Chungnam  | 충남     | 忠南     |
| Gyeonggi (Nguyên Kỳ Đạo)              | Gyeonggi-do       | 경기도   | 京畿道   | KR-41 | 13,511,676    | 10,171     | 1,328.5       | Suwon     | Gyeonggi    | Sudogwon | Gyeonggi  | 경기     | 京畿     |
| Gyeongsang Bắc (Khánh Thượng Bắc Đạo) | Gyeongsangbuk-do  | 경상북도 | 慶尙北道 | KR-47 | 2,644,757     | 19,030     | 139.0         | Andong    | Gyeongsang  | Yeongnam | Gyeongbuk | 경북     | 慶北     |
| Gyeongsang Nam (Khánh Thượng Nam Đạo) | Gyeongsangnam-do  | 경상남도 | 慶尙南道 | KR-48 | 3,333,056     | 10,532     | 316.5         | Changwon  | Gyeongsang  | Yeongnam | Gyeongnam | 경남     | 慶南     |
| Jeolla Nam (Toàn La Nam Đạo)          | Jeollanam-do      | 전라남도 | 全羅南道 | KR-46 | 1,788,807     | 11,858     | 150.9         | Muan      | Jeolla      | Honam    | Jeonnam   | 전남     | 全南     |

## Các Đạo được tuyên bố chủ quyền
Hàn Quốc tuyên bố 5 đạo trên lãnh thổ được kiểm soát bởi Triều Tiên. Các đạo được tuyên bố chủ quyền được quản lý bởi Ủy ban Ngũ đạo Bắc Triều Tiên (Bản mẫu:Tiếng Hàn). Các đạo này dựa trên các đơn vị của thời Nhật thuộc và khác với các đạo Triều Tiên hiện tại.
| Tên lịch sử              | Tên           | Hangul   | Hanja    | Diện tích (km²) | Thủ phủ    | Vùng    | Viết tắt  | Viết tắt | Viết tắt |
| ------------------------ | ------------- | -------- | -------- | --------------- | ---------- | ------- | --------- | -------- | -------- |
| Hamgyeong (Hàm Kính Đạo) | Hamgyeong Bắc | 함경북도 | 咸鏡北道 | 20,345          | Cheongjin  | Gwanbuk | Hambuk    | 함북     | 咸北     |
| Hamgyeong (Hàm Kính Đạo) | Hamgyeong Nam | 함경남도 | 咸鏡南道 | 31,977          | Hamheung   | Gwannam | Hamnam    | 함남     | 咸南     |
| Hwanghae (Hoàng Hải Đạo) | Hwanghae      | 황해도   | 黃海道   | 16,744          | Haeju      | Haeseo  | Hwanghae  | 황해     | 黃海     |
| Pyeongan (Bình An Đạo)   | Pyeongan Bắc  | 평안북도 | 平安北道 | 28,443          | Sinuiju    | Gwanseo | Pyeongbuk | 평북     | 平北     |
| Pyeongan (Bình An Đạo)   | Pyeongan Nam  | 평안남도 | 平安南道 | 14,944          | Pyeongyang | Gwanseo | Pyeongnam | 평남     | 平南     |